# Patrick McGovern
Patrick Joseph McGowen (Queens, Nova Iorque, 11 de agosto de 1937 — 19 de março de 2014) foi o fundador da International Data Group (IDG). Foi um trustee do Massachusetts Institute of Technology (MIT). Em 2014, sua fortuna era avaliada em 5,7 bilhões de dólares.